# Dicranomyia lackschewitzi
Dicranomyia lackschewitzi là một loài ruồi trong họ Limoniidae. Chúng phân bố ở miền Cổ bắc.